# Robert Alan Johnston
Pour les articles homonymes, voir Robert Johnston et Johnston.
Robert Alan Johnston (né le 19 juillet 1924 à Melbourne (Victoria) et mort le 20 mars 2023) est un économiste australien. Il est le 4e gouverneur de la Banque de réserve d'Australie (Reserve Bank of Australia),,,,,.